# هری داویتیان
هری داویتیان (ارمنی: Հարրի Դավիդյան; انگلیسی: Harry Tavitian؛ زادهٔ ۱۱ اوت ۱۹۵۲) خواننده و نوازنده پیانو جاز و پیانو بلوز ارمنی‌تبار اهل رومانی است. 

## زندگی‌نامه
در ۱۱ اوت ۱۹۵۲ در کنستانتسا از والدینی ارمنی به دنیا آمد و از آکادمی موسیقی بخارست فارغ‌التحصیل شد. بین سال‌های ۱۹۷۸ تا ۱۹۸۷، زمانی که وی باشگاه موسیقی جاز را برای را تأسیس کرد به شهرت رسید.

## دیسکوگرافی
- Open End (Stuttgart, 1984, with Hans Kumpf)
- Horizons (London, 1985)
- Transylvanian Suite (London, 1986)
- East-West Creativ Combinations (Bucharest, 1988)
- the Creation (Bucharest, 1991)
- There's Always a Hope (Sofia, 1993)
- Black Sea Orchestra (Athens, 1998)
- Axis Mundi (Bucharest, 1999) - with Orient Express